# 7TP
El 7TP era un tanc lleuger dissenyat i usat per Polònia durant la Segona Guerra Mundial. Va ser desenvolupat per l'empresa britànica Vickers, era un tanc perceptiblement millor que els seus opositors més comuns, l'alemany Panzer I i Panzer II. Era el tanc estàndard de l'exèrcit polonès durant la invasió de 1939, la seva producció mai no va superar 140 vehicles. El seu xassís va ser utilitzat com la base per a C7P el tractor de l'artilleria.

## Història
El 7TP va ser la versió polonesa del tanc britànic Vickers 6-ton (Mk.E). Les característiques principals del 7TP eren: un motor dièsel millorat, amb més rendiment i major potència, un canó de 37 mm metralladores i una cuirassa protectora més gruixuda (en el front, 17 mm i 13 mm en la part posterior), a més de diverses modificacions menors com, periscopi i radi. 132 tancs van ser produïts entre 1935 i l'inici de la guerra (a més de 4 prototips). la designació 7TP significa: 7-Ton, polonès (de fet, el pes va ser incrementat després dels prototips i els tancs de sèrie van arribar a pesar aproximadament 9 tones).
Així com el seu predecessor britànic el 7-TP va ser incialmente produït en 2 variants: un amb dues torretes bessones, cada una armada amb metralladores Ckm wz calibre.30 i una altra amb una sola torreta, armada amb un canó Bofors de 37 mm Des de les proves inicials es va determinar que la versió de torretes bessones era clarament obsoleta i desproveïda de poder de foc, sent abandonada en favor del disseny més modern d'una sola torreta.
Amb l'inici de la Segona Guerra Mundial, la major part dels models de 2 torretes van ser reconvertits en models simples, mantenint-se només 24 en servei (contra 108 de l'altre tipus). És en cas de notar que les variants d'una o dues torretes no van tenir denominacions particulars. en alguns llibres se'ls designa amb les abreviatures "7 TP dw. " i "7 TP jw. " (Abreviació polonesa de jednowieowy, simple i dwuwieowy, doble), tanmateix, aquests no eren noms oficials i van ser usats per poder identificar-los.

## Ús en combat
Tots els 7TP polonesos van prendre part en la defensa polonesa de 1939. La major part van ser assignats als dos Batallons lleugers de tancs (el 1r i el 2n) lluitant com a part de les Brigades Motoritzades poloneses. Les unitats restants, (incloent les d'entrenament) van ser utilitzades com a unitats de combat en improvisades en la defensa de Varsòvia. Encara que tècnicament superiors a alguns models de tancs lleugers alemanys (com el Panzer I i el Panzer II). Els 7TP van ser molt pocs com per alterar en alguna cosa el curs dels esdeveniments.

## 1r Batalló Lleuger de Tancs
El 1r Batalló lleuger de tancs (format per 49 tancs de torreta simple) va lluitar amb el Grup de Prusy del General Dab-Biernacki, com a part de la reserva estratègica de l'exèrcit polonès, entrant en combat el 4 de setembre complint amb diferents objectius com els de: servir de reserva mòbil i cobertura en la retirada.
El 1r batalló lleuger va lluitar en nombroses batalles sent les més notables les de: Przedbórz, Sulejów, Inowódz, Odrzywó i Drzewica. El 8 de setembre va ser enviat a detenir l'avenç de les forces alemanyes en el centre del dispositiu polonès, però l'endemà va ser separat del cos principal i obligat a retirar-se; part del batalló va ser destruït en la batalla de Gowaczów, mentre que la resta va ser empesa fins a l'altre costat del riu Vistula el 13 de setembre, on es va reunir amb l'exèrcit del Lublin i la Brigada Motoritzada del Coronel Stefan Rowecki. Com a part d'aquesta unitat, el batalló tom parteix de la batalla de Józefów i va formar part de la punta de llança de les unitats poloneses que van intentar obrir bretxa entre Lwów i la frontera romanesa. Despues de la Batalla de Tomaszów Lubelski, el 21 de setembre de 1939, els tancs restants van ser destruïts per les seves tripulacions que es van rendir als alemanys.

## 2n Batalló Lleuger de Tancs
El 2n Batalló lleuger de Tancs (format per 49 tancs de torreta simple) va ser destacat al Grup Operacional Piotrków de l'Exèrcit Łódź del General Juliusz Rómmel. entrant en combat el 4 de setembre a prop del riu Prudka, Belchatow. Durant els següents dies se li va ordenar liderar el contraatac polonès a Piotrków, el qual va fallar amb severes perdudes per a la unitat. El batalló va ser retirat primer a Varsòvia i posteriorment a Brze, on va protegir el moviment de la 60è Divisió d'Infanteria polonesa. El 15 de setembre tom parteix en la batalla de 2 dies de Wodawa, on va tornar a patir severes pèrdues a causa del bombardeig aeri i va ser obligat a retirar-se cap al sud. Els últims tancs van ser inutilitzats per les seves tripulacions a causa de la falta de combustible i el 17 de setembre, després de l'atac de la Unió Soviètica les tripulacions i el seu estat major major es van dirigir cap a la frontera romanesa.

## Els últims combats
L'últim romanent de tancs es trobava a Varsòvia i van ser constituïts en les 1r i 2n Companyia de tancs lleugers de l'exèrcit de Varsòvia a càrrec del general Rommel. La 1a companyia tènia 11 tancs de torreta doble, prèviament usats per a entrenament. En l'inici del Setge de Varsòvia aquesta unitat tom parteix en durs combats per la possessió del suburbi d'Okcie i de l'aeroport allà localitzat. A causa de la falta d'armament antitanc la 1a companyia va patir moltes pèrdues i va ser portada a rereguarda el 12 de setembre, on les restes van ser reunides a la 2a Companyia.
La 2a Companyia estava formada per 11 tancs de torreta doble estimin d'un nombre indeterminat de vehicles lleugerament armats, aquesta companyia tom parteix en la reeixida defensa del municipi de Wola contra els tancs i la infanteria alemanya. També va ser utilitzada per a contraatacs tàctics sobre el poble de Wawrzyszew, amb l'objectiu de desorganitzar els preparatius enemics per a l'atac. El 15 de setembre se li va ordenar a la companyia encapçalar l'atac polonès que tenia com a objectiu unir-se a les forces de l'exèrcit de Pozna, en retirada després de la batalla de Bzura, a través del bosc de Kampinos, al nord de Varsòvia. L'atac va culminar amb una victòria menor, ja que el bombardeig aeri alemany va causar moltes baixes en el personal militar i els seus tancs. Els restants 7TP van ser utilitzats a diversos sectors del front, fins a la caiguda de Varsòvia el 27 de setembre, quan van ser inutilitzats per les seves tripulacions.

## L'experiència de combat
Les experiències en combat van demostrar que el canó Bofors wz. 37 usat en els 7TP era capaç de perforar el blindatge de qualsevol dels tancs alemanys de l'època, incloent el modern Panzer IV. D'altra banda el mateix tanc era molt dèbilment blindat, especialment contra els atacs aeris. S'estima que uns 20 Tancs van ser capturats pels alemanys intactes i només 1 va ser pels soviètics. Unes altres 20 unitats es van retirar amb èxit a Romania i Hongria, tanmateix la majoria dels 40 van ser abandonats a causa dels problemes de motor i la falta de combustible.